# Дуровка (Ульяновська область)
Дуровка (рос. Дуровка) — присілок в Ніколаєвському районі Ульяновської області Російської Федерації.
Населення становить 39 осіб. Входить до складу муніципального утворення Сухотерешанське сільське поселення.

## Історія
Від 2004 року входить до складу муніципального утворення Сухотерешанське сільське поселення.

## Населення
| 2010 |
| ---- |
| 39   |